# ʑ
, ʑ (Z с завитком) — буква расширенной латиницы, используемая в Международном фонетическом алфавите.

## Использование
В Международном фонетическом алфавите, где используется только строчная форма буквы, она обозначает звонкий альвеопалатальный спирант.
Вместе с заглавной формой также использовалась в Смешанном алфавите для языков центрального мяо (хму), северо-восточного мяо (а-хмао) и и (носу).
В расширениях для МФА также используется надстрочная форма буквы — ᶽ.